# Scott Stevens
Ronald Scott Stevens (* 1. April 1964 in Kitchener, Ontario) ist ein ehemaliger kanadischer Eishockeyspieler und derzeitiger -trainer, der im Verlauf seiner aktiven Karriere zwischen 1982 und 2004 unter anderem 1868 Spiele für die Washington Capitals, St. Louis Blues und New Jersey Devils in der National Hockey League auf der Position des Verteidigers bestritten hat. Stevens gewann im Verlauf seiner Karriere insgesamt dreimal den Stanley Cup – allesamt zwischen 1995 und 2003 mit den New Jersey Devils. Mit 1.635 NHL-Spielen in der regulären belegt er in der Liste der Spieler mit den meisten Einsätzen den achten Rang. Von Dezember 2014 bis Juni 2015 trainierte er gemeinsam mit Adam Oates die New Jersey Devils. Scott Stevens ist der Bruder von Mike Stevens, der gleichfalls professioneller Eishockeyspieler war.

## Karriere
Scott Stevens wurde an fünfter Stelle im NHL Entry Draft 1982 von den Washington Capitals gezogen. Seine größten Erfolge erreichte er mit den New Jersey Devils, die er als Mannschaftskapitän zu drei Stanley-Cup-Siegen führte; er wurde dabei im Jahr 2000 als wertvollster Spieler der Playoffs mit der Conn Smythe Trophy ausgezeichnet.
Er galt als einer der härtesten Checker der NHL-Geschichte. Seine Checks waren meist fair und regelgerecht, dennoch waren sie so hart, dass sie bei manchen Gegenspielern zu Verletzungen führten, die deren Karrieren gefährdeten. Eric Lindros und Paul Kariya waren einige der prominentesten Opfer seines kompromisslosen Einsatzes. Als kompletter Verteidiger brillierte Stevens besonders in der Defensive und war im Eins-gegen-Eins-Spiel fast nicht zu bezwingen.
Obwohl er ein so genannter „Defensive Defenseman“ war, erzielte Stevens in 1635 Spielen beachtliche 908 Scorerpunkte (196 Tore, 712 Assists). Herausragend war seine Plus/Minus-Statistik von +393. In der Saison 1993–1994 erzielte er den Spitzenwert von +53, gewann damit den NHL Plus/Minus Award (damals noch: Alka-Seltzer Plus Award) und belegte bei der Wahl des besten NHL-Verteidigers in der regulären Saison (James Norris Trophy) den zweiten Platz hinter Ray Bourque. Trotz mehrerer Nominierungen für diese Trophy konnte er sie in seiner Karriere nie gewinnen.

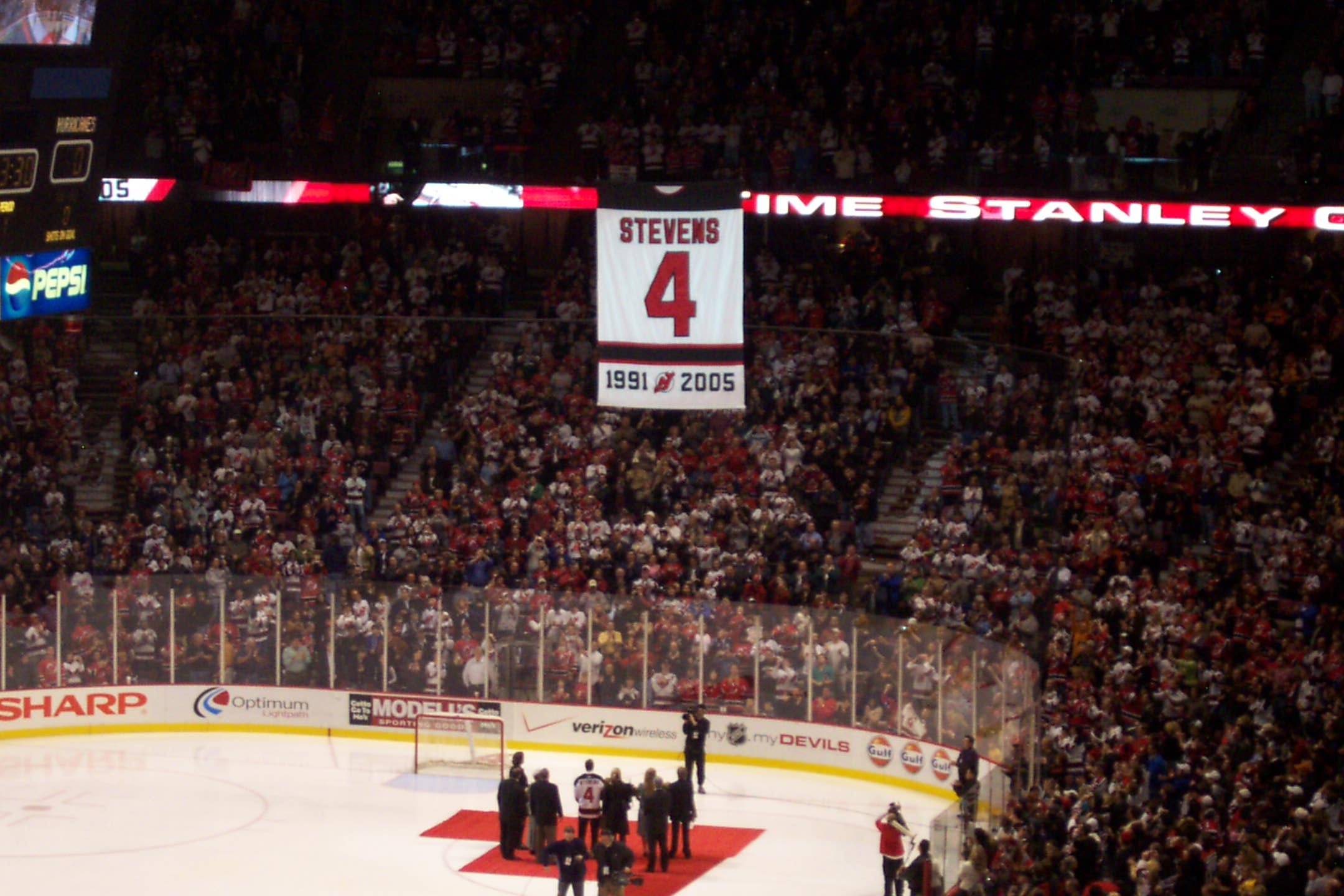
Verabschiedung von Scott Stevens in der Continental Airlines Arena

Nach einer Gehirnerschütterung und dem NHL-Lockout der Saison 2004/2005 zog sich Scott Stevens am 6. September 2005 vom aktiven Eishockey zurück. Seine 1635 Spiele sind NHL-Rekord für einen Verteidiger. Seine Rückennummer 4 wird von den New Jersey Devils nicht mehr vergeben. Scott Stevens ist der erste Spieler in der Geschichte der Devils, der diese besondere Auszeichnung erhielt.
Am 12. November 2007 wurde Scott Stevens in die Hockey Hall of Fame aufgenommen. Von 2012 bis 2014 war er als Assistenztrainer der New Jersey Devils tätig. Zu denen kehrte er im Dezember 2014 zurück, als er gemeinsam mit Adam Oates das Amt des Cheftrainers übernahm. Sie beerbten damit den zuvor entlassenen Peter DeBoer. Diese Interimslösung wurde nach Ende der Saison 2014/15 beendet, als John Hynes als neuer alleiniger Cheftrainer vorgestellt wurde.
Im Juni 2016 verpflichteten ihn die Minnesota Wild als Assistenztrainer unter Bruce Boudreau, jedoch trat er aus persönlichen Gründen bereits nach einer Saison von dieser Position zurück.

## Karrierestatistik

### International
Vertrat Kanada bei:
| - Weltmeisterschaft 1983 - Weltmeisterschaft 1985 - Weltmeisterschaft 1987 - Weltmeisterschaft 1989 | - Canada Cup 1991 - World Cup of Hockey 1996 - Olympischen Winterspielen 1998 |

(Legende zur Spielerstatistik: Sp oder GP = absolvierte Spiele; T oder G = erzielte Tore; V oder A = erzielte Assists; Pkt oder Pts = erzielte Scorerpunkte; SM oder PIM = erhaltene Strafminuten; +/− = Plus/Minus-Bilanz; PP = erzielte Überzahltore; SH = erzielte Unterzahltore; GW = erzielte Siegtore; 1 Play-downs/Relegation; Kursiv: Statistik nicht vollständig)

## Erfolge und Auszeichnungen

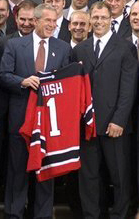
Scott Stevens mit dem ehemaligen US-Präsidenten George W. Bush

| - 1982 J.-Ross-Robertson-Cup-Gewinn mit den Kitchener Rangers - 1982 Memorial-Cup-Gewinn mit den Kitchener Rangers - 1983 NHL All-Rookie Team - 1985 Teilnahme am NHL All-Star Game - 1988 NHL First All-Star Team - 1989 Teilnahme am NHL All-Star Game - 1991 Teilnahme am NHL All-Star Game - 1992 Teilnahme am NHL All-Star Game - 1992 NHL Second All-Star Team - 1993 Teilnahme am NHL All-Star Game - 1994 Teilnahme am NHL All-Star Game - 1994 Alka-Seltzer Plus/Minus Award - 1994 NHL First All-Star Team - 1995 Stanley-Cup-Gewinn mit den New Jersey Devils - 1996 Teilnahme am NHL All-Star Game | - 1997 Teilnahme am NHL All-Star Game - 1997 NHL Second All-Star Team - 1998 Teilnahme am NHL All-Star Game - 1999 Teilnahme am NHL All-Star Game - 2000 Teilnahme am NHL All-Star Game - 2000 Stanley-Cup-Gewinn mit den New Jersey Devils - 2000 Conn Smythe Trophy - 2001 Teilnahme am NHL All-Star Game - 2001 NHL Second All-Star Team - 2003 Teilnahme am NHL All-Star Game - 2003 Stanley-Cup-Gewinn mit den New Jersey Devils - 2004 Teilnahme am NHL All-Star Game (verletzungsbedingte Absage) - 2007 Aufnahme in die Hockey Hall of Fame |

### International
| - 1983 Bronzemedaille bei der Weltmeisterschaft - 1985 Silbermedaille bei der Weltmeisterschaft - 1989 Silbermedaille bei der Weltmeisterschaft | - 1991 Goldmedaille beim Canada Cup - 1996 Zweiter Platz beim World Cup of Hockey |